# Мазівська сільська рада
Ма́зівська сільська́ ра́да — колишній орган місцевого самоврядування в Путивльському районі Сумської області. Адміністративний центр — село Мазівка.

## Загальні відомості
- Мазівська сільська рада утворена 17 грудня 1986 року.
- Населення ради: 823 особи (станом на 2001 рік)

## Населені пункти
Сільській раді підпорядковані населені пункти:
- с. Мазівка
- с. Воронівка
- с-ще Новослобідське
- с. Оріхівка
- с. Почепці
- с. Соловйове

## Склад ради
Рада складалася з 12 депутатів та голови.
- Голова ради: Кузнецов Олександр Іванович
- Секретар ради: Соловйова Лідія Іванівна

### Керівний склад попередніх скликань
| Прізвище, ім'я, по батькові | Основні відомості                                                                       | Дата обрання | Дата звільнення |
| --------------------------- | --------------------------------------------------------------------------------------- | ------------ | --------------- |
| Габенко Тетяна Миколаївна   | Сільський голова, 1963 року народження, член Соціалістичної партії України              | 26.03.2006   | 31.10.2010      |
| Кузнецов Олександр Іванович | Сільський голова, 1951 року народження, освіта середня спеціальна, член Партії регіонів | 31.10.2010   |                 |

Примітка: таблиця складена за даними сайту Верховної Ради України